# Totò a colori
Totò a colori är en italiensk komedifilm från 1952 i regi av Stefano Vanzina.

## Roller (urval)
- Totò – Antonio Scannagatti
- Virgilio Riento – Tiburzio
- Mario Castellani – Cosimo Trombetta
- Luigi Pavese – Tiscordi
- Franca Valeri – Giulia Sofia
- Galeazzo Benti – Poldo av Roccarasata
- Isa Barzizza – damen i sovvagnen
- Rosita Pisano – Antonios syster